# Gerhard Junghähnel
Gerhard Junghähnel (* 15. März 1926 in Wünschendorf; † 2. Juni 2004 in Potsdam) war ein deutscher Physiker, Professor für Experimentalphysik und Rektor der Hochschule für Maschinenbau Karl-Marx-Stadt sowie der PH Potsdam.

## Leben
Junghähnel wuchs als Sohn eines Eisenbahners auf. Nach dem Besuch der Volksschule arbeitete er zunächst bei der Reichsbahn, bevor er die Pädagogische Fachschule in Gera besuchte. 1947 machte er das Abitur auf der Arbeiter-und-Bauern-Fakultät und studierte danach von 1947 bis 1953 Physik an der Friedrich-Schiller-Universität Jena. Anschließend arbeitete als Oberassistent in Jena, bevor er im Jahr 1955 mit dem Thema Das spektrale und photochemische Verhalten des Hämins in Abhängigkeit von seiner Komplexbildung promovierte.
1956 wurde er als Professor für Experimentalphysik an die Hochschule für Maschinenbau Karl-Marx-Stadt berufen. Von 1957 bis 1964 war Gerhard Junghähnel Direktor des Institutes für Physik und von 1957 bis 1960 Prorektor für Studienangelegenheiten. Im Zeitraum von 1959 bis 1961 wirkte er als amtierender Rektor der Hochschule für Maschinenbau Karl-Marx-Stadt. Seine Habilitation mit dem Thema Untersuchungen an Lösungen von Halogenen in Benzol und den Halogenbenzolen: Unter besonderer Berücksichtigung der Bildung von charge-transfer-Komplexen schloss er 1962 ab.
1964 wurde er als Professor für Experimentalphysik an die Pädagogische Hochschule Potsdam (PHP) berufen; diese Stelle hatte er bis zu seiner Emeritierung 1991 inne. Zeitweilig war er auch – von 1965 bis 1973 – Rektor der PH Potsdam bzw. von 1969 bis 1988 Direktor der Sektion Mathematik/Physik.
In seiner Funktion als Rektor der PHP gratulierte er dem ehemaligen Kultur-/Bildungsoffizier der SMAD in Potsdam, Professor P. S. Oreschkow,  am 7. Oktober 1965 zur Verleihung der Ehrendoktorwürde der Historisch-Philologischen Fakultät der PHP.
Von 1968 bis 1972 war er Mitglied des FDGB-Bundesvorstandes.
Nach der Wende war Junghähnel von 1990 bis 1993 Präsident des Landessportbund Brandenburg und Mitglied des DSB-Präsidiums.

## Veröffentlichungen (Auswahl)
- Gerhard Junghähnel (unter Mitarbeit von F. Bauer): Thermodynamik. Deutscher Verlag der Wissenschaften, Berlin 1984.